# Nahum Sokolow

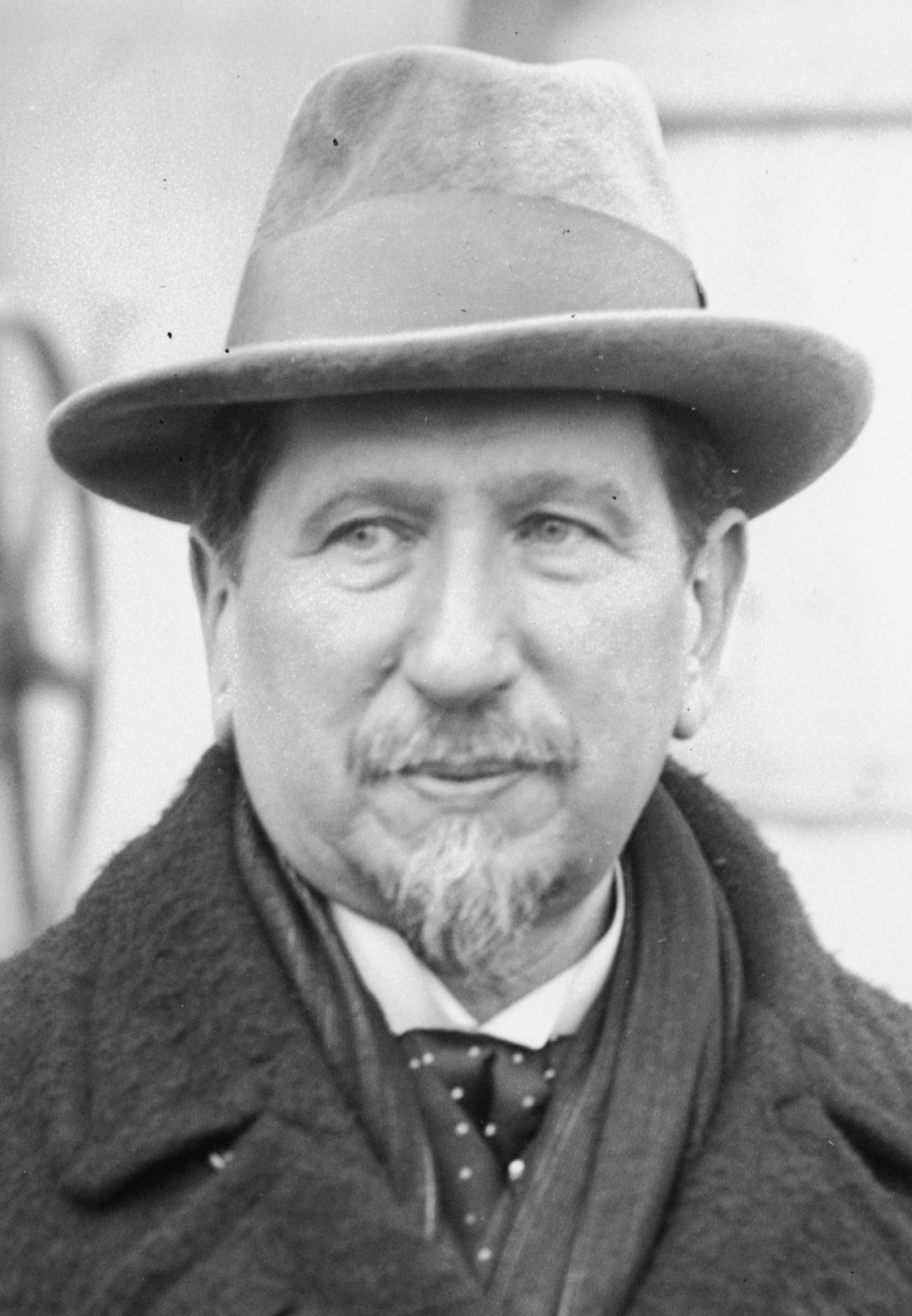
Nahum Sokolow cirka 1922.

Nahum Sokolow, född 10 januari 1859, död 17 maj 1936, var en sionistisk politiker och författare.
Sokolow var född i Polen, och blev redaktör för den hebreiska tidningen Ha-Sefira 1884, senare för tidskriften Ha-Olam. 1905 blev han generalsekreterare i sionistiska centralbyrån i Köln, och tillhörde från 1911 den sionistiska organisationens huvudledning i Berlin. Han medverkade vid Balfourdeklarationens tillkomst 1917 och utsågs 1920 till ordförande i sionistiska världsexekutiven. Han avled i London.